# Lac des Bois (Territoires du Nord-Ouest)
Ne doit pas être confondu avec Lac des Bois.
Le lac des Bois est une étendue d'eau située dans les Territoires du Nord-Ouest. Son principal émissaire est la rivière Anderson qui se jette dans la mer de Beaufort.
Le lac des Bois est situé à une quarantaine de kilomètres au nord-est du Grand lac de l'Ours